# 秘境の湯
秘境の湯（ひきょうのゆ）は、徳島県三好市西祖谷山村尾井ノ内にある温泉を利用した宿泊施設。1997年8月に秘境の湯がオープン。その後2000年5月1日に「ホテル秘境の湯」がオープンする。とくしま88景に選定。

## 所在地
- 〒778-0101 徳島県三好市西祖谷山村尾井ノ内401

## アクセス
自動車
- 徳島自動車道の井川池田ICより約40分。
- 高知自動車道の大豊ICより約40分。

JR
- 大歩危駅より約15分。